# Copa Heineken 2008-09
La temporada 2008-2009 de la Copa Heineken es la decimocuarta edición de esta competición europea en la que se enfrentan los equipos de los países participantes en el Torneo de las Seis Naciones, esto es, los países más poderosos del rugby europeo. Esta temporada comienza en octubre del 2008 y finaliza el 23 de mayo de 2009 en Murrayfield de Edimburgo. El sorteo tuvo lugar en Dublín el 17 de junio de 2008.

## Equipos
Esta temporada participan siete equipos franceses, ya que un equipo francés, el Toulouse, llegó más adelante en la competición de la temporada pasada que cualquier equipo inglés o italiano.
Además jugarán cuatro equipos galeses, ya que Italia perdió su plaza en los play-off que enfrentan a uno de los equipos italianos frente a uno de la liga celta y un equipo galés fue el mejor clasificado en la temporada 2007-2008 de la Liga Celta.
Los otros países tienen su número habitual de participantes: Inglaterra seis, Irlanda tres, Italia dos y Escocia dos.
| Inglaterra                                                                       | Francia                                                                             | Gales                                                                 | Irlanda                       | Escocia                        | Italia                         |
| -------------------------------------------------------------------------------- | ----------------------------------------------------------------------------------- | --------------------------------------------------------------------- | ----------------------------- | ------------------------------ | ------------------------------ |
| - Gloucester - London Wasps - Bath - Leicester Tigers - Sale Sharks - Harlequins | - Toulouse - Biarritz - Stade Français - Clermont - Perpignan - Castres - Montauban | - Cardiff Blues - Llanelli Scarlets - Ospreys - Newport Gwent Dragons | - Leinster - Munster - Ulster | - Edinburgh - Glasgow Warriors | - Calvisano - Benetton Treviso |

## Formación Grupos
La formación de grupos esta temporada no se ha basado en motivos de procedencia de los clubes, como años anteriores, sino en la división a la que pertenece cada equipo, según sus méritos deportivos. De esta forma, los equipos se dividieron según el Ranking ERC de la siguiente forma:
| Tier 1 | Munster (1)           | Toulouse (2)          | Biarritz (3)   | Leicester Tigers (4) | Stade Français (5) | Wasps (6)     |
| Tier 2 | Leinster (7)          | Bath (8)              | Gloucester (9) | Perpignan (10)       | Sale Sharks (12)   | Scarlets (13) |
| Tier 3 | Ospreys (15)          | Cardiff Blues (17)    | Clermont (18)  | NG Dragons (20)      | Ulster (21)        | Castres (22)  |
| Tier 4 | Glasgow Warriors (24) | Benetton Treviso (25) | Edinburgh (28) | Calvisano (32)       | Harlequins (35)    | Montauban     |

## Fase de grupos
El sorteo de la fase de grupos tuvo lugar el 17 de junio de 2008 en Dublín.
|  | Ganador de cada grupo, avanza a cuartos de final. Clasificado según número entre paréntesis     |
|  | Los dos mejores segundos, avanzan a cuartos de final. Clasificado según número entre paréntesis |
|  | Eliminados en la fase de grupos.                                                                |

### Grupo 1
| Equipo      | Jug | G | E | P | EF | PF  | PC  | +/- | PB | Pts |
| ----------- | --- | - | - | - | -- | --- | --- | --- | -- | --- |
| Munster (2) | 6   | 5 | 0 | 1 | 18 | 161 | 98  | +63 | 3  | 23  |
| Sale        | 6   | 3 | 0 | 3 | 14 | 136 | 115 | +21 | 3  | 15  |
| Clermont    | 6   | 3 | 0 | 3 | 13 | 137 | 129 | +8  | 1  | 13  |
| Montauban   | 6   | 1 | 0 | 5 | 5  | 81  | 173 | –92 | 2  | 6   |

### Grupo 2
| Equipo       | Jug | G | E | P | EF | PF  | PC  | +/- | PB | Pts |
| ------------ | --- | - | - | - | -- | --- | --- | --- | -- | --- |
| Leinster (6) | 6   | 4 | 0 | 2 | 15 | 140 | 70  | +70 | 4  | 20  |
| Wasps        | 6   | 4 | 0 | 2 | 9  | 114 | 112 | +2  | 1  | 17  |
| Edinburgh    | 6   | 2 | 0 | 4 | 8  | 91  | 103 | −12 | 1  | 9   |
| Castres      | 6   | 2 | 0 | 4 | 6  | 73  | 133 | −60 | 1  | 9   |

### Grupo 3
| Equipo               | Jug | G | E | P | EF | PF  | PC  | +/-  | PB | Pts |
| -------------------- | --- | - | - | - | -- | --- | --- | ---- | -- | --- |
| Leicester Tigers (4) | 6   | 4 | 0 | 2 | 23 | 191 | 90  | +101 | 5  | 21  |
| Ospreys (7)          | 6   | 4 | 0 | 2 | 17 | 154 | 71  | +84  | 4  | 20  |
| Perpignan            | 6   | 4 | 0 | 2 | 17 | 154 | 120 | +34  | 2  | 18  |
| Benetton Treviso     | 6   | 0 | 0 | 6 | 5  | 72  | 291 | −219 | 0  | 0   |

### Grupo 4
| Equipo            | Jug | G | E | P | EF | PF  | PC  | +/- | PB | Pts |
| ----------------- | --- | - | - | - | -- | --- | --- | --- | -- | --- |
| Harlequins (3)    | 6   | 5 | 0 | 1 | 16 | 144 | 115 | +29 | 2  | 22  |
| Stade Français    | 6   | 3 | 0 | 3 | 13 | 131 | 109 | +22 | 3  | 15  |
| Ulster            | 6   | 2 | 1 | 3 | 13 | 113 | 134 | −21 | 1  | 11  |
| Llanelli Scarlets | 6   | 1 | 1 | 4 | 12 | 124 | 154 | −30 | 2  | 8   |

### Grupo 5
| Equipo                | Jug | G | E | P | EF | PF  | PC  | +/- | PB | Pts |
| --------------------- | --- | - | - | - | -- | --- | --- | --- | -- | --- |
| Bath (5)              | 6   | 4 | 1 | 1 | 13 | 104 | 89  | +15 | 3  | 21  |
| Toulouse (8)          | 6   | 4 | 1 | 1 | 12 | 118 | 85  | +33 | 2  | 20  |
| Glasgow Warriors      | 6   | 2 | 0 | 4 | 14 | 134 | 150 | −16 | 4  | 12  |
| Newport Gwent Dragons | 6   | 1 | 0 | 5 | 8  | 83  | 115 | −32 | 3  | 7   |

### Grupo 6
| Equipo            | Jug | G | E | P | EF | PF  | PC  | +/-  | PB | Pts |
| ----------------- | --- | - | - | - | -- | --- | --- | ---- | -- | --- |
| Cardiff Blues (1) | 6   | 6 | 0 | 0 | 23 | 202 | 99  | +103 | 3  | 27  |
| Biarritz          | 6   | 3 | 0 | 3 | 14 | 121 | 88  | +33  | 3  | 15  |
| Gloucester        | 6   | 3 | 0 | 3 | 17 | 156 | 109 | +47  | 3  | 15  |
| Calvisano         | 6   | 0 | 0 | 6 | 8  | 87  | 280 | −183 | 0  | 0   |

### Clasificados y segundos de grupo
| Puesto | Ganadores Grupo  | Pts | EF | +/-  |
| ------ | ---------------- | --- | -- | ---- |
| 1      | Cardiff Blues    | 27  | 23 | +103 |
| 2      | Munster          | 23  | 18 | +63  |
| 3      | Harlequins       | 22  | 16 | +29  |
| 4      | Leicester Tigers | 21  | 23 | +101 |
| 5      | Bath             | 21  | 13 | +15  |
| 6      | Leinster         | 20  | 15 | +70  |
| Puesto | Segundos Grupo   | Pts | EF | +/-  |
| 7      | Ospreys          | 20  | 17 | +84  |
| 8      | Toulouse         | 20  | 12 | +33  |
| -      | Sale             | 19  | 14 | +21  |
| -      | Wasps            | 17  | 7  | +8   |
| -      | Biarritz         | 15  | 14 | +33  |
| -      | Stade Français   | 15  | 13 | +22  |

## Fase Final
El sorteo para los cuartos de final tuvo lugar el 27 de enero de 2009 en Murrayfield.
|  | Cuartos de final | Cuartos de final |                  |               | Semifinales | Semifinales |  |                  | Final | Final |  |
|  |                  |                  |                  |               |             |             |  |                  |       |       |  |
|  |                  |                  |                  |               |             |             |  |                  |       |       |  |
|  | Cardiff Blues    | 9                |                  |               |             |             |  |                  |       |       |  |
|  | Cardiff Blues    | 9                |                  |               |             |             |  |                  |       |       |  |
|  | Toulouse         | 6                |                  |               |             |             |  |                  |       |       |  |
|  | Toulouse         | 6                |                  | Cardiff Blues | 26          |             |  |                  |       |       |  |
|  |                  |                  |                  | Cardiff Blues | 26          |             |  |                  |       |       |  |
|  |                  |                  | Leicester Tigers | 26            |             |             |  |                  |       |       |  |
|  | Leicester Tigers | 20               | Leicester Tigers | 26            |             |             |  |                  |       |       |  |
|  | Leicester Tigers | 20               |                  |               |             |             |  |                  |       |       |  |
|  | Bath             | 15               |                  |               |             |             |  |                  |       |       |  |
|  | Bath             | 15               |                  |               |             |             |  | Leicester Tigers | 16    |       |  |
|  |                  |                  |                  |               |             |             |  | Leicester Tigers | 16    |       |  |
|  |                  |                  | Leinster         | 19            |             |             |  |                  |       |       |  |
|  | Munster          | 43               | Leinster         | 19            |             |             |  |                  |       |       |  |
|  | Munster          | 43               |                  |               |             |             |  |                  |       |       |  |
|  | Ospreys          | 9                |                  |               |             |             |  |                  |       |       |  |
|  | Ospreys          | 9                |                  | Munster       | 6           |             |  |                  |       |       |  |
|  |                  |                  |                  | Munster       | 6           |             |  |                  |       |       |  |
|  |                  |                  | Leinster         | 25            |             |             |  |                  |       |       |  |
|  | Harlequins       | 5                | Leinster         | 25            |             |             |  |                  |       |       |  |
|  | Harlequins       | 5                |                  |               |             |             |  |                  |       |       |  |
|  | Leinster         | 6                |                  |               |             |             |  |                  |       |       |  |
|  | Leinster         | 6                |                  |               |             |             |  |                  |       |       |  |
|  |                  |                  |                  |               |             |             |  |                  |       |       |  |

### Cuartos de final
| 11 de abril de 2009 | Cardiff Blues | 9 - 6 | Toulouse | Millennium Stadium, Cardiff |  |

| 11 de abril de 2009 | Leicester Tigers | 20 - 18 | Bath | Walkers Stadium, Leicester |  |

| 11 de abril de 2009 | Munster Rugby | 43 - 9 | Ospreys | Thomond Park, Limerick |  |

| 12 de abril de 2009 | Harlequins | 5 - 6 | Leinster Rugby | Twickenham Stoop, Londres |  |

### Semifinales
| 2 de mayo de 2009 | Munster Rugby | 6 - 25 | Leinster Rugby | Croke Park, Limerick |  |

| 3 de mayo de 2009 | Cardiff Blues | 26 - 26 / 6 - 7 Penales | Leicester Tigers | Millennium Stadium, Cardiff |  |

### Final
| 23 de mayo de 2009 | Leicester Tigers | 16 - 19 | Leinster Rugby | Murrayfield, Edimburgo |  |

| Bandera de Irlanda |
| Campeón Leinster   |
| Primer título      |